# Pandemie covidu-19 v Jižní Koreji
Pandemie covidu-19 v Jižní Koreji byla epidemie virového onemocnění covid-19, které způsobuje koronavirus SARS-CoV-2, součást celosvětové pandemie covidu-19, která vypukla v roce 2019 v čínském městě Wu-chan, odkud se následně začala šířit do celého světa. Do Jižní Koreje se pandemie rozšířila dne 20. ledna 2020, kdy 35letá Číňanka přiletěla na mezinárodní letiště v Inčchonu. Osoba se vrátila z čínského města Wu-chan.
Jižní Korea byla považována za jednu z nejúspěšnějších zemí, které zabránily rychlému šíření nemoci, díky opatřením, která zavedla, spolu s např. Singapurem, Tchaj-wanem a Vietnamem. Byla přijata různá opatření k hromadnému testování populace na přítomnost viru u lidí, k izolaci všech nakažených osob, vysledování a karanténě osob, s nimiž byli nakažení v kontaktu. Rychlé a rozsáhlé testování, které Jižní Korea provedla bylo považováno za úspěšné při omezování šíření nákazy, aniž by byla použita drastická opatření, která by vedla ke karanténě celých měst. I přes tato úspěšná opatření však od srpna 2020 došlo k výraznému nárůstu počtu dalších nakažených.

Počet potvrzených případů v jednotlivých speciálních a metropolitních městech

## Průběh
Dne 20. ledna byla potvrzena nákaza u 35leté Číňanky, která se do Jižní Koreje vrátila z čínského Wu-chanu. K prvnímu nakaženému jihokorejskému občanovi došlo o tři dny později. Dne 23. ledna se nakazil 55letý muž, který pracoval v čínském Wu-chanu a vrátil se na kontrolu s příznaky chřipky. Dne 26. ledna byl 54letým jihokorejským mužem třetí případ.
Dne 1. února bylo oznámeno, že první tři pacienti vykazovali slabší příznaky a zotavili, zatímco čtvrtý měl zápal plic. Objevovaly se teorie o tom, že čtvrtý pacient zemřel, což následně jihokorejské úřady popřely.
První úmrtí bylo potvrzeno dne 20. února 2020.
V únoru 2020 se v Tegu covidem-19 nakazilo asi 40 příslušníků sekty Sinčchondži. Nakažení v sektě tvořili asi 80 % z celkového počtu nově nakažených v Tegu. Vůdce sekty Lee Man-hee pak byl vyšetřován pro nedostatečnou součinnost s úřady ve věci trasování nakažených.

## Dopady a reakce

### Sociální dopad
Na konci února, úředníci v Tegu agresivně varovali obyvatele, aby přijali preventivní opatření, a tím pádem umožnili soukromým podnikům, jako jsou např. restaurace, zůstat otevřené. Mnoho restaurací preventivně všem svým zákazníkům před vstupem měřilo teplotu. Všechny veřejné knihovny, muzea, kostely, či jiné veřejně přístupné budovy v Tegu byly uzavřeny.
Kromě města Tegu fungovala v únoru většina Jižní Koreje téměř normálně, ačkoli bylo zrušeno devět plánovaných festivalů a zavřeny maloobchody. Úřad pro vzdělávání v Tegu se rozhodl odložit začátek každé školy v regionu o jeden týden.
Mnoho vzdělávacích institucí dočasně uzavřelo provoz, včetně desítek mateřských škol v Tegu a několika základních škol v Soulu. Na začátku druhé poloviny února oznámila většina jihokorejských univerzit odložení začátku jarního semestru. Dne 23. února 2020 bylo oznámeno, že všechny mateřské, základní a střední školy odložily začátek semestru.

### Omezení cestování
K 20. březnu 2020 byl cestujícím z Jižní Koreje celkem do 171 zemí, nebo území zakázán vstup.

### Reakce Korejské lékařské asociace
Dne 26. ledna 2020 Korejská lékařská asociace požádala vládu o dočasný zákaz vstupu všem cestujícím přicházejícím z pevninské Číny, ale tato žádost nebyla schválena. Dne 27. ledna 2020 prezident této asociace Choi Dae-zip uvedl: „Třetí potvrzený případ naznačuje, že jsme dosáhli bodu, kdy se musíme zbavit nezaujatého postoje a aktivně se připravovat na zhoršení situace a vláda by měla důkladně sledovat situaci viru v Číně a připravit opatření, jako je úplný zákaz vstupu z Číny do Koreje v případě nejhorší situace.“ Dne 3. února 2020 doporučila lékařská asociace zastavit veškeré cestování z Číny, nikoli pouze z provincie Chu-pej.

## První pozitivně testované případy
| #  | Datum | Původ nákazy         | Lokace   | Pohlaví | Věk | Státní příslušnost |
| -- | --- | -------------------- | -------- | ------- | --- | ------------------ |
| 1  | 20. ledna | Čína, Wu-chan        | Inčchon  | žena    | 35  | Čína               |
| 1  | Žena z Číny přiletěla na mezinárodní letiště Inčchon z čínského Wu-chanu.                                                                                         |                      |          |         |     |                    |
| 2  | 24. ledna | Čína, Wu-chan        | Soul     | muž     | 55  | Jižní Korea        |
| 2  | Jihokorejský státní příslušník se vrátil z čínského Wu-chanu, v němž pracoval, na kontrolu s příznaky chřipky.                                                    |                      |          |         |     |                    |
| 3  | 26. ledna | Čína, Wu-chan        | Kojang   | muž     | 54  | Jižní Korea        |
| 3  | 54letý muž se vrátil z Wu-chanu. Předtím, než se dostal do nemocnice, použil auto z půjčovny, navštívil tři restaurace, hotel, samoobsluhu a setkal se s rodinou. |                      |          |         |     |                    |
| 4  | 27. ledna | Čína, Wu-chan        | Soul     | muž     | 55  | Jižní Korea        |
| 4  | Jihokorejského muž se 20. ledna vrátil z Wu-chanu. Poprvé se u něj projevily příznaky chřipky 21. ledna a o čtyři dny později utrpěl další komplikace.            |                      |          |         |     |                    |
| 5  | 30. ledna | Čína, Wu-chan        | Soul     | muž     | 33  | Jižní Korea        |
| 5  | 32letý muž, který se vrátil ze své práce ve Wu-chanu 24. ledna.                                                                                                   |                      |          |         |     |                    |
| 6  | 30. ledna | Jižní Korea, Soul    | Soul     | muž     | 55  | Jižní Korea        |
| 6  | Muž se nakazil od pacienta nakaženého 26. ledna (případ č. 3), když navštívili stejnou restauraci.                                                                |                      |          |         |     |                    |
| 7  | 30. ledna | Čína, Wu-chan        | Soul     | muž     | 28  | Jižní Korea        |
| 7  | 32letý muž, který se vrátil ze své práce ve Wu-chanu 24. ledna.                                                                                                   |                      |          |         |     |                    |
| 8  | 31. ledna | Čína, Wu-chan        | Kunsan   | žena    | 62  | Jižní Korea        |
| 8  | Přiletěla do Koreje z Wu-chanu. |                      |          |         |     |                    |
| 9  | 31. ledna | Jižní Korea, Soul    | Soul     | žena    | 28  | Jižní Korea        |
| 9  | Žena se nakazila od muže nakaženého 30. ledna (případ č. 5), s nímž byla v přímém kontaktu.                                                                       |                      |          |         |     |                    |
| 10 | 31. ledna | Jižní Korea, Soul    | Kunsan   | žena    | 54  | Jižní Korea        |
| 10 | Manželka nakaženého pacienta č. 6. |                      |          |         |     |                    |
| 11 | 31. ledna | Jižní Korea, Soul    | Soul     | muž     | 25  | Jižní Korea        |
| 11 | Syn nakaženého pacienta č. 6. |                      |          |         |     |                    |
| 12 | 1. února | Japonsko             | Pučchon  | muž     | 48  | Čína               |
| 12 | Muž přicestoval 19. ledna z Japonska na mezinárodní letiště Kimpcho, kde pracoval jako průvodce, poté, co byl v kontaktu s nakaženým.                             |                      |          |         |     |                    |
| 13 | 2. února | Čína, Wu-chan        | Asan     | muž     | 28  | Jižní Korea        |
| 13 | Jeden z cestujících evakuovaných z Wu-chanu. |                      |          |         |     |                    |
| 14 | 2. února | Jižní Korea, Pučchon | Pučchon  | žena    | 40  | Čína               |
| 14 | Manželka nakaženého pacienta č. 12. |                      |          |         |     |                    |
| 15 | 2. února | Jižní Korea, Suwon   | Suwon    | muž     | 43  | Jižní Korea        |
| 15 | |                      |          |         |     |                    |
| 16 | 4. února | Thajsko              | Kwangdžu | žena    | 42  | Jižní Korea        |
| 16 | Žena se vrátila z pětidenní dovolené v Thajsku. |                      |          |         |     |                    |
| 17 | 5. února | Singapur             | Kuri     | muž     | 37  | Jižní Korea        |
| 17 | Muž se zúčastnil konference v Singapuru, na němž se setkal s nakaženou osobou.                                                                                    |                      |          |         |     |                    |
| 18 | 5. února | Čína, Wu-chan        | Asan     | žena    | 20  | Jižní Korea        |
| 18 | Dcera nakaženého pacienta č. 16. |                      |          |         |     |                    |
| 19 | 5. února | Singapur             | Soul     | muž     | 36  | Jižní Korea        |
| 19 | Muž se zúčastnil konference v Singapuru, na němž se setkal s nakaženou osobou.                                                                                    |                      |          |         |     |                    |
| 20 | 5. února | Jižní Korea, Suwon   | Soul     | žena    | 41  | Jižní Korea        |
| 20 | Švagrová nakaženého pacienta č. 15. |                      |          |         |     |                    |
| 21 | 5. února | Jižní Korea, Soul    | Soul     | žena    | 59  | Jižní Korea        |
| 21 | Přítel nakaženého pacienta č. 6. |                      |          |         |     |                    |
| 22 | 6. února | Jižní Korea, Nadžu   | Nadžu    | žena    | 41  | Jižní Korea        |
| 22 | Bratr nakaženého pacienta č. 16. |                      |          |         |     |                    |
| 23 | 6. února | Čína, Wu-chan        | Soul     | žena    | 57  | Čína               |
| 23 | |                      |          |         |     |                    |
| 24 | 6. února | Čína, Wu-chan        | Asan     | muž     | 28  | Jižní Korea        |
| 24 | Jeden z cestujících evakuovaných z Wu-chanu. |                      |          |         |     |                    |
| 25 | 9. února | Čína, Kuang-tung     | Sihung   | muž     | 51  | Jižní Korea        |
| 25 | |                      |          |         |     |                    |